# Nelson Pinto
Nelson Pinto, född 1 februari 1981 i Providencia, är en chilensk före detta fotbollsspelare.
2001 började Pinto sin professionella karriär som fotbollsspelare. Mellan 2001 och 2005 spelade han för Universidad de Chile och under den tiden fick han spela hela 110 matcher, på vilka han gjorde 8 mål. 2005 köptes Pinto av den mexikanska klubben UAG Tecos.